# Uloborus eberhardi
Uloborus eberhardi là một loài nhện trong họ Uloboridae.
Loài này thuộc chi Uloborus. Uloborus eberhardi được miêu tả năm 1981 bởi Opell.